# Dejen Gebremeskel
Dejen Gebremeskel (24 de noviembre de 1989) es un corredor etíope de larga distancia que compite principalmente en atletismo en pista. Su mejor marca personal de 12:46,81 minutos en los 5000 metros lisos que lo sitúa como el quinto mejor tiempo de toda la historia en competiciones de larga distancia. Fue medallista de plata en 5000 m en los Juegos Olímpicos de Londres 2012 y se llevó la medalla de bronce de larga distancia en el Campeonato del Mundo de Atletismo de 2011.

## Resultados en las principales competiciones
| Representando a Etiopía | Representando a Etiopía              | Representando a Etiopía | Representando a Etiopía | Representando a Etiopía | Representando a Etiopía |
| ----------------------- | ------------------------------------ | ----------------------- | ----------------------- | ----------------------- | ----------------------- |
| 2008                    | Campeonato Mundial Junior            | Bydgoszcz, Polonia      | 3º                      | 5.000 m                 | 13:11,97                |
| 2010                    | Campeonato Mundial en Pista Cubierta | Doha, Catar             | 10º                     | 3.000 m                 | 7:48,69                 |
| 2011                    | Campeonato Mundial                   | Daegu, Corea del Sur    | 3º                      | 5.000 m                 | 13:23,92                |
| 2012                    | Campeonato Mundial en Pista Cubierta | Estambul, Turquía       | 5º                      | 3.000 m                 | 7:42,60                 |
| 2012                    | Juegos Olímpicos                     | Londres, Reino Unido    | 2º                      | 5.000 m                 | 13:41,98                |
| 2013                    | Campeonato Mundial                   | Moscú, Rusia            | 16º                     | 10.000 m                | 27:51,88                |
| 2014                    | Campeonato Mundial en Pista Cubierta | Sopot, Polonia          | 3º                      | 3.000 m                 | 7:55,39                 |